# Moritz Kellerhoven
Moritz Kellerhoven (* 1758 in Altenrath; † 15. Dezember 1830 in München) war ein deutscher Porträtmaler und Radierer.

## Leben

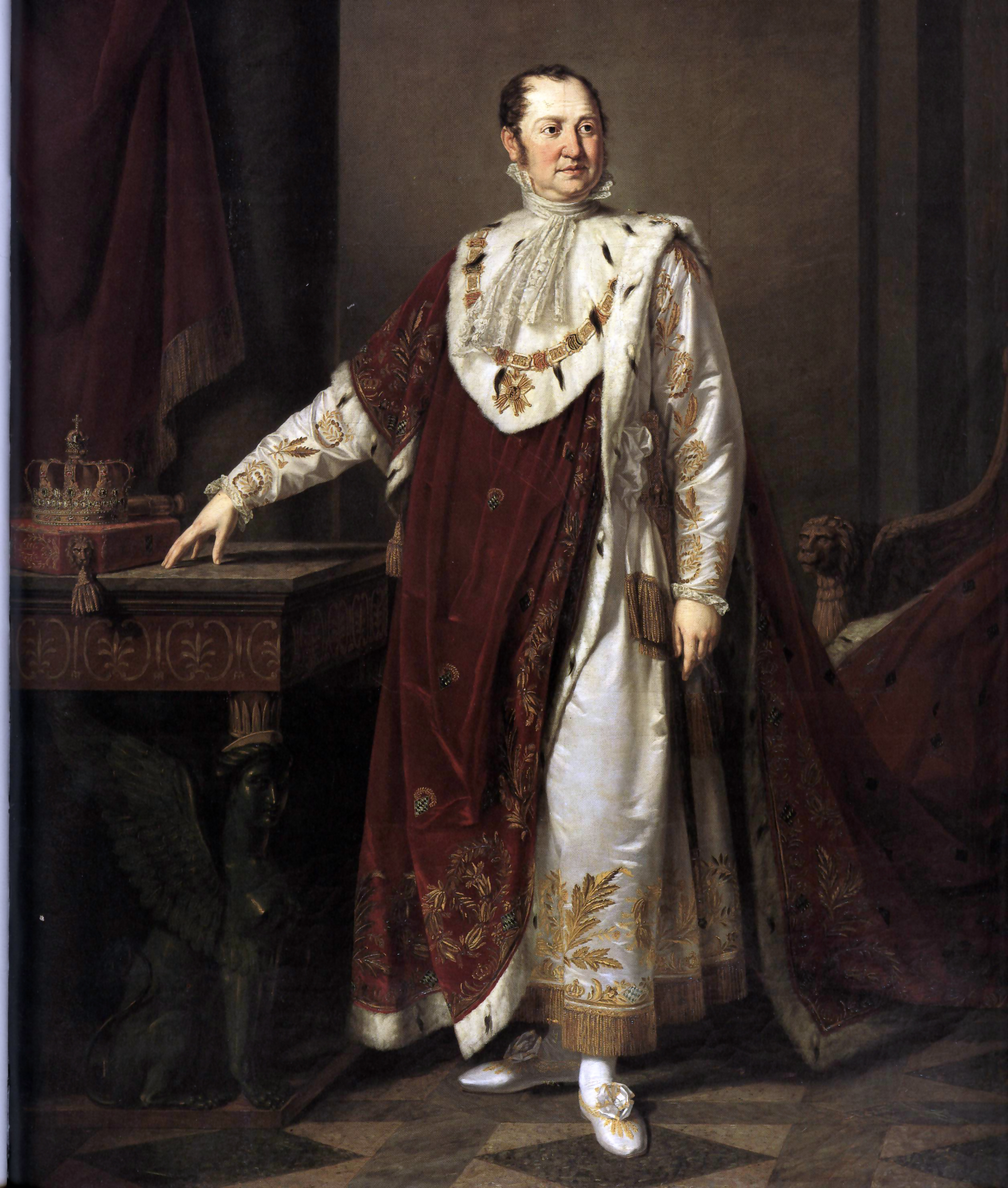
Das berühmteste Gemälde von Moritz Kellerhoven: König Max I. Joseph im Krönungsornat.

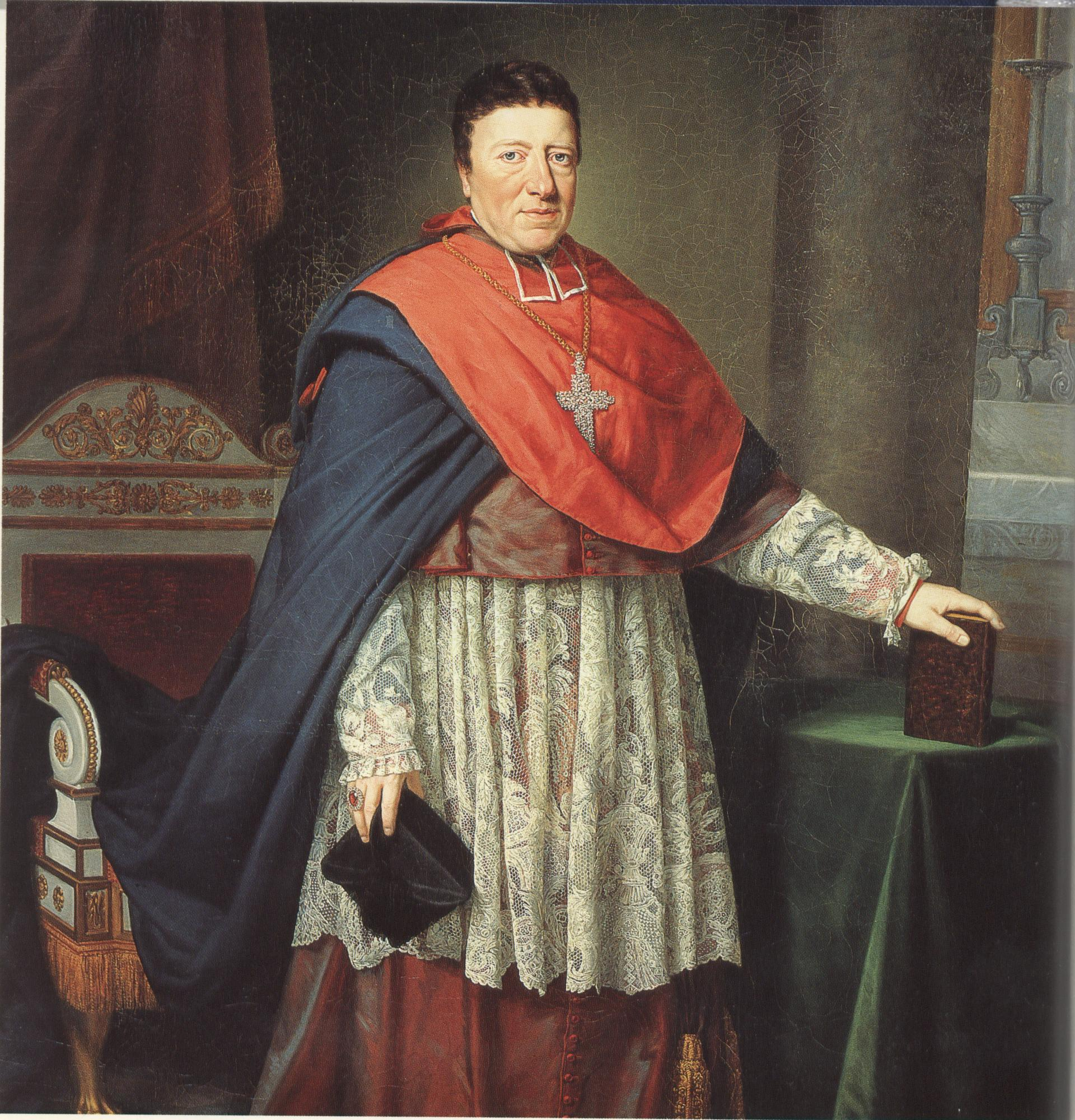
Erzbischof Lothar Anselm von Gebsattel, gemalt von Moritz Kellerhoven, 1825

Moritz Kellerhoven wurde als Sohn des Wirtes Wilhelm Kellerhoven und seiner Frau Juliane im Wittelsbacher Herzogtum Berg geboren. Der Vater starb früh und der Junge kam nach Düsseldorf in die Obhut seines Onkels mütterlicherseits, einem Geistlichen. Dieser erzog ihn und ermöglichte ihm zur Vorbereitung auf den geistlichen Stand ein Studium. Da Moritz Kellerhoven hierzu keine Berufung verspürte, besuchte er ab dem 17. Lebensjahr die Kunstakademie Düsseldorf und war dort Schüler von Lambert Krahe (1712–1790).
Weiteres Studium führte ihn nach Antwerpen, London und Paris. 1779 ging er nach Wien, 1782 nach Italien. Kellerhoven erwarb sich einen guten Namen als Kunstmaler, weshalb ihn Kurfürst Karl Theodor 1784 als Hofmaler nach München berief. 1808, bei der Reorganisation der Akademie der Bildenden Künste München, avancierte er dort zum ersten Professor. Den Direktor des Hauses, Professor Johann Peter von Langer, kannte er aus Düsseldorf. Hier wirkte er bis zu seinem Tode als Lehrer und tüchtiger Organisator des Schulbetriebes. Er gilt als einer der bedeutendsten Porträtmaler seiner Epoche und malte viele Personen aus dem Herrscherhaus Wittelsbach und dessen Umfeld.
Kellerhovens bekanntestes Werk ist das lebensgroße Bildnis von König Max I. Joseph im Krönungsornat, welches er für die Universität Landshut malte und das bis heute häufig in geschichtlichen Veröffentlichungen reproduziert wird. 1818 schuf er das Bild nochmals in einer Variation, bei der sich König Max zusätzlich mit der Hand auf die neue Verfassung stützt. Zahlreiche Berühmtheiten ließen sich von Kellerhoven porträtieren, darunter Königin Karoline von Bayern, König Ludwig I. als Kronprinz, König Gustav Adolph IV. von Schweden und seine Frau Friederike Dorothea von Baden (als sie sich in München aufhielten), Erzherzog Karl von Österreich, Auguste Amalie von Leuchtenberg, der Münchner Erzbischof Lothar Anselm von Gebsattel, die Bischöfe Ignaz Albert von Riegg aus Augsburg, Franz Xaver Schwäbl von Regensburg, Weihbischof Franz Ignaz von Streber, die Historiker Lorenz von Westenrieder, Johann Goswin Widder und der Wissenschaftler Graf Rumford. Die meisten dieser Porträts wurden von anderen Künstlern als Stiche oder Lithographien vervielfältigt. Moritz Kellerhoven fertigte auch ein Selbstporträt als Radierung. Ebenso sind Kupferstiche und Lithografien von seiner Hand bekannt.
Kellerhovens Nekrolog hält fest, dass: „Zeichnung, Kolorit, plastische Vollendung und lebendige Auffassung“ seine Gemälde auszeichneten. Er habe besonders in den letzten Lebensjahren Bildnisse mehrerer Mitglieder des höheren Klerus geschaffen; „in ihrem Amtsornate, größtenteils in halber Figur... welchen an Ähnlichkeit, markiger und kräftiger Behandlung der mannigfaltigen Stoffe, Seide, Samt, Emaille und Edelsteine, nur wenige zur Seite gestellt werden können“. Zu diesen Porträts zählt auch das hier abgebildete Gemälde des Münchner Erzbischofs Lothar Anselm von Gebsattel, das bei hoher Leuchtkraft eine sehr feine Farbkomposition aufweist und besonders in den fast fotografisch genau dargestellten Seidenstoffen und Albenspitzen das herausragende Talent Kellerhovens offenbart.
Kellerhoven war verheiratet und aus der Verbindung gingen mehrere Töchter und ein Sohn hervor. Der Sohn Joseph Kellerhoven (1789–1849) lebte ebenfalls als renommierter Porträtmaler in Speyer und malte mehrere der dortigen Bischöfe sowie eine Vielzahl der Pfälzer Honoratioren. Er hatte die Malkunst u. a. bei seinem Vater an der Akademie der Bildenden Künste München erlernt, wo er ab 1809 studierte.
Moritz Kellerhoven litt in den letzten Lebensjahren stark an der Gicht. Seit Frühjahr 1830 mehr und mehr hinfällig, starb der Maler am 15. Dezember 1830 in München und wurde am 17. Dezember 1830 unter großer Anteilnahme auf dem damaligen Hauptfriedhof, jetzt Alter Südlicher Friedhof, beigesetzt. Die Grabstätte von Kellerhoven befindet sich  im Gräberfeld 25 – Reihe 13 – Platz 31. Standort.